# Henry Kaiser
Henry Kaiser (19 de septiembre de 1952, Oakland, California) es un guitarrista y compositor estadounidense de jazz contemporáneo. Suele considerársele como uno de los miembros de la nueva generación de improvisadores.

## Historial
Nieto del empresario Henry J. Kaiser,  Kaiser fundó, en 1978, el sello Metalanguage Records con Larry Ochs (Rova Saxophone Quartet) y Greg Goodman. En 1979 grabó el álbum With Friends Like These, con Fred Frith, con quien colaboraría durante los 20 años siguientes.  En 1983 grabaron Who Needs Enemies, y en 1987 With Enemies Like These, Who Needs Friends?.  Se unieron al músico experimental John French, y al folk rocker inglés Richard Thompson, para formar French Frith Kaiser Thompson, con los que grabaron dos álbumes, Live, Love, Larf & Loaf (1987) e Invisible Means (1990).  Más tarde, en 1999 Frith y Kaiser publicarían Friends and Enemies, un recopilatorio de algunas de estas tempranas obras.
En 1991, Kaiser se trasladó a Madagascar con su amigo David Lindley, permaneciendo dos semanas grabando con músicos malgaches.  tres volúmenes con estas grabaciones fueron editados por Shanachie, bajo el título de A World Out of Time.
Desde 1998, Kaiser ha colaborado con el trompetista Wadada Leo Smith en el proyecto "Yo Miles!", publicando una serie de tributos al Miles Davis eléctrico de los años 1970. En este proyecto se agregaron músicos procedentes del mundo del rock  (los guitarristas Nels Cline, Mike Keneally y Chris Muir, el batería Steve Smith), del jazz (los saxofonistas Greg Osby y John Tchicai), de la vanguardia (el teclista John Medeski, el guitarrista Elliott Sharp), y de la Música clásica de la India (el percusionista Zakir Hussain).
En 2001, Kaiser pasó dos meses y medio en la Antártida, en la National Science Foundation, financiado por el Antarctic Artists and Writers Program. Su trabajo como cámara bajo el agua fue utilizado en dos obras de Werner Herzog, The Wild Blue Yonder (2005) y Encounters at the End of the World (2007), producidas por Kaiser y en la que, junto a Lindley, compuso la banda sonora. Kaiser también produjo la música de la película de Herzog Grizzly Man (2005).

## Discografía
- 1975: Lemon Fish Tweezer (Cuneiform Records).
- 1979: With Friends Like These con Fred Frith.
- 1983: Who Needs Enemies? con Fred Frith.
- 1984: Invite the Spirit con Sang-Won Park y Charles K. Noyes
- 1987: With Enemies Like These, Who Needs Friends? con Fred Frith.
- 1987: Devil in the Drain (SST Records).
- 1987: Live, Love, Larf & Loaf (Rhino Records) con French Frith Kaiser Thompson.
- 1989: Popular Science (Rykodisc) con Serguéi Kuriokhin.
- 1989: Those Who Know History Are Doomed to Repeat It (SST Records).
- 1990: Invisible Means (Windham Hill Records) con French Frith Kaiser Thompson.
- 1990: Re-Marrying For Money (SST Records).
- 1990: Heart's Desire (Reckless Records).
- 1991: Hope You Like Our New Direction (Reckless Records).
- 1991: A World Out of Time (Shanachie Records) con David Lindley en  Madagascar.
- 1994: The Sweet Sunny North (Shanachie Records) con David Lindley en Noruega.
- 1994: Wireforks (Shanachie Records) con Derek Bailey.

## Premios y distinciones
Premios Óscar
| Año  | Categoría                     | Película                           | Resultado |
| ---- | ----------------------------- | ---------------------------------- | --------- |
| 2009 | Mejor largometraje documental | Encounters at the End of the World | Nominado  |